# Mali Karpati
Mali Karpati (slovački: Malé Karpaty, njemački: Kleinen Karpaten) je planinski lanac iz Karpatske skupine koji se prostire u zapadnoj Slovačkoj od Bratislave do Novog Mesta nad Vahom duljine oko 100km. Samo mali dio planine zvan Hundsheimer Berge (ili  Hainburger Berge)  se nalazi u sjeveroistočnoj Austriji.
Mali Karpati su omeđeni rijekama Dunav na jugu, Morava na zapadu, Váh na istoku i rijeka Myjava koja dijeli Male od Bijelih Karpata.
Najviši vrh Malih Karpata je Záruby visok 768 metara.
Gradovi na Malim Karpatima su Bratislava, Pezinok,  Modra, Brezová pod Bradlom, Vrbové i Nové Mesto nad Váhom.

## Podjela
Od juga prema sjeveru
- Devín Karpaty (Bratislava)
- Pezinské Karpaty (od Bratislave do sela Buková na sjeveru)
- Brezovské Karpaty (od Bukove do sela Prašníkom)
- Čachtické Karpaty (od Prašníkom do grada Novo Mestom nad Váhom)

## Vanjske poveznice

### Ostali projekti
|  | Zajednički poslužitelj ima još gradiva o temi Mali Karpati |